# Georgios Papandreou
Georgios Papandreou (tiếng Hy Lạp: Γεώργιος Παπανδρέου - Georgios Papandreou; Kalentzi, ngày 13 tháng 2 năm 1888 - Athens, 1 tháng 11 năm 1968) là một chính trị gia Hy Lạp, người sáng lập của triều đại chính trị Papandreou. Ông đã phục vụ ba nhiệm kỳ làm Thủ tướng Hy Lạp (1944-1945, 1963, 1964-1965). Ông cũng là Phó Thủ tướng từ 1950-1952, trong chính phủ Nikolaos Plastiras và Sofoklis Venizelos và nhiều lần giữ chức Bộ trưởng Bộ Nội, bắt đầu từ năm 1923, trong một sự nghiệp chính trị kéo dài hơn năm thập kỷ.
Con trai ông Andreas Papandreou và cháu nội ông là George Papandreou là ba thành viên của dòng họ Papandreou làm thủ tướng của Hy Lạp.

## Thời trẻ
Georgios Papandreou sinh ra tại Kalentzi, trong Achaea Tây Hy Lạp. Ông là con trai của Giám mục Andreas, một tổng mục sư Chính thống giáo (presvyteros). Ông học ngành Luật tại Athens và Khoa học Chính trị ở Berlin. Triết lý chính trị của ông đã được rất nhiều ảnh hưởng bởi nền dân chủ xã hội Đức. Kết quả là, ông cực lực phản đối chế độ quân chủ và hỗ trợ chính sách xã hội hào phóng, nhưng ông cũng rất chống cộng sản. Lúc còn là thanh niên, ông tham gia vào chính trị như là một người ủng hộ Tự do lãnh đạo Eleftherios Venizelos, người bổ nhiệm ông làm Thống đốc Chios sau khi chiến tranh Balkan năm 1912. Ông kết hôn với Sofia Mineyko, một người Ba Lan, và con trai của họ là Andreas Papandreou đã được sinh ra trong Chios vào năm 1919.